# Helen Lucas
Helen Lucas (Saskatchewan, 1931) é uma pintora e escritora canadense filha de pais gregos. Helen nunca foi encorajada a pintar, pois a arte não era considerada importante por sua família. Mas persistiu e, aos 17 anos, depois que seu pai morreu, ela convenceu a mãe a deixá-la cursar o Ontario College of Art, em Toronto, o que fez de 1950 a 1954. De 1973 a 1979, foi pintora e desenhista sênior do Sheridan College. Ela depois exibiu as suas pinturas em diversas cidades canadenses.
Helen Lucas notabilizou-se pela pintura de flores com cores vívidas e fortes. Suas publicações incluem Angelica (Kakabeka Press, 1973), This is My Beloved – Sometimes
(Proclaim Publications, 1981) e The Christmas Birthday Story (Alfred A. Knoph, US, McClelland and Steward, Canada, 1980).